# Pseudotritonia
Pseudotritonia Thiele, 1912 è un genere di molluschi nudibranchi della famiglia Proctonotidae.

## Tassonomia
Il genere comprende le seguenti specie:
- Pseudotritonia antarctica (Odhner, 1934)
- Pseudotritonia gracilidens Odhner, 1944
- Pseudotritonia quadrangularis Thiele, 1912 - specie tipo